# Vålbergets naturreservat
Vålbergets naturreservat är ett naturreservat i Gagnefs kommun i Dalarnas län.
Området är naturskyddat sedan 2019 och är 25 hektar stort. Reservatet ligger strax norr om fäboden Vålberget, sydväst om Mockfjärd och söder om Västerdalälven. Reservatet består av granskog med ett stort inslag av lövträd där grov asp dominerar. 